# Pseudostella cyanolepia
Pseudostella cyanolepia är en fjärilsart som beskrevs av William James Kaye 1907. Pseudostella cyanolepia ingår i släktet Pseudostella och familjen nattflyn. Inga underarter finns listade.